# VOZ
VOZ (tên khác: Vnoczone, vOz, vOzforums, Vietnam Overclockers Zone) là một diễn đàn trực tuyến thành lập từ năm 2001, được coi là một trong những diễn đàn về công nghệ thông tin lớn nhất Việt Nam.

## Lịch sử hình thành
Từ cuối năm 2001, Bạch Thành Trung đã bắt đầu xây dựng một diễn đàn trực tuyến chuyên về phần cứng và ép xung máy tính ở địa chỉ "vnoczone.2ya.com". Đến năm 2002, diễn đàn chuyển sang địa chỉ mới là "vnoczone.com" và tách mục diễn đàn ra riêng thành "forums.vnoczone.com".
Tháng 4 năm 2004, VOZ thay đổi nền tảng và giao diện từ phpBB sang vBulletin, đồng thời đưa vào việc sử dụng tên miền "vozforums.com" thay cho "vnoczone.com", từ đó trở thành tên miền chính thức và được sự công nhận rộng rãi của các thành viên.
Đầu tháng 6 năm 2005, do một sự cố không tính trước, VOZ bị ẩn cả trang chủ và diễn đàn. Sau hơn một năm ngừng hoạt động, diễn đàn đã trở lại vào ngày 23 tháng 7 năm 2006 và tên miền "vnoczone.com" được chuyển hướng sang "vozforums.com".
Ngày 9 tháng 3 năm 2020, địa chỉ mới "voz.vn" chính thức đi vào hoạt động, đánh dấu việc từ bỏ vBulletin với nhiều lỗi và bất cập để chuyển sang sử dụng nền tảng mới nhanh, đơn giản, ít lỗi và nhiều tùy biến hơn.
Vào tháng 3 năm 2025, ban quản trị VOZ đã yêu cầu các tài khoản đang hoạt động phải xác thực số Căn cước công dân trước ngày 25, theo quy định của Nghị định 147. Nhưng sau mốc thời gian trên, người dùng vẫn đăng bài, bình luận tại diễn đàn như bình thường. Ngày 26 tháng 3 cùng năm, VOZ thông báo sẽ tạm ngưng hoạt động với mọi người dùng tại Việt Nam, tuy nhiên trang web trong các ngày sau đó vẫn có thể truy cập tại quốc gia này.

## Chủ đề
Chủ đề trên diễn đàn tập trung chủ yếu vào công nghệ thông tin nói chung và phần cứng, ép xung máy tính nói riêng.

## Ảnh hưởng
Kể từ khi ra mắt, VOZ đã nhanh chóng trở nên phổ biến không chỉ những người có quan tâm đến chủ đề của diễn đàn mà còn cả những người không quan tâm. Hai chuyên mục f17 (Chuyện trò linh tinh) và f33 (Điểm báo) là những nơi thu hút nhiều người tham gia nhất dù nội dung thảo luận không liên quan gì đến diễn đàn. Nhiều meme, trào lưu... cũng bắt nguồn từ đây. Tính đến năm 2019, VOZ là một trong những diễn đàn về công nghệ thông tin lớn nhất Việt Nam với gần 1 triệu thành viên, 43 triệu thảo luận và 2,2 triệu chủ đề. Năm 2025, con số này được báo cáo là 1,16 triệu thành viên, hơn 900.000 chủ đề và hơn 30 triệu bình luận; khoảng 10 triệu người truy cập website hàng tháng, xếp hạng 86 tại Việt Nam theo SimilarWeb.

## Tranh cãi

### Tham gia kích động chửi bới sau chung kết U-23 châu Á
Sau trận chung kết Giải vô địch bóng đá U-23 châu Á 2018 giữa đội tuyển Việt Nam và Uzbekistan, Beatvn đã đăng tải hình ảnh trang Facebook cá nhân của cầu thủ số 11, người ghi bàn vào lưới Việt Nam ở phút 119 kèm theo dòng chữ "Mình để đây và các bạn biết phải làm gì rồi đấy...". Sau đó ít phút, hình ảnh trên đã bị xóa và một bài đăng khác được đăng tải với nội dung đả kích những người quấy rối trang cá nhân cầu thủ, đồng thời gửi lời xin lỗi tới cộng đồng mạng vì sự cố này.
Đáp lại động thái trên, hàng loạt thành viên diễn đàn đã kêu gọi "thánh chiến" đánh sập năm trang Facebook của Beatvn, trong đó có bao gồm cả trang chủ chính thức. Các bài đăng trên diễn đàn cũng hướng dẫn cụ thể các bước để người dùng báo cáo các trang nói trên.

### Bị ảnh hưởng từ hành vi lừa đảo cướp tiền với các nick ẩn danh trên diễn đàn
Vào tháng 4 năm 2013, các thành viên VOZ đã tố cáo hành vi lừa đảo của người dùng "Kenny Zeng", "Lặng lẽ yêu em" vì lấy hình ảnh từ Facebook của người khác để mạo danh và rao bán iPhone, iPad. Đến chiều ngày 21 tháng 10 năm 2013, Công an thành phố Cần Thơ đã bắt giữ Bùi Thanh Phong (sinh năm 1980), theo đó, Phong khai nhận từng lừa đảo trên 150 người với số tiền lên đến hơn 500 triệu đồng.